# Episodi di Naruto: Shippuden (ventesima stagione)
Il ritorno di Naruto: il miracolo dei compagni (ナルトの背中 ～仲間の軌跡～?, Naruto no senaka: nakama no kiseki) costituisce la ventesima stagione della serie televisiva anime Naruto: Shippuden ed è composta dagli episodi che vanno dal 394 al 413. La regia è di Hayato Date ed è prodotta da TV Tokyo e Pierrot. Gli episodi, anche se ispirati al manga di Masashi Kishimoto Naruto, non sono adattati direttamente da esso, ma costituiscono una saga originale. Essi sono incentrati su un flashback riguardante gli esami Chunin svolti prima dell'inizio di Naruto: Shippuden.
La ventesima stagione è stata trasmessa in Giappone dall'8 gennaio al 21 maggio 2015 su TV Tokyo. È stata pubblicata in simulcast con sottotitoli in italiano sulla piattaforma online Crunchyroll. L'edizione doppiata in italiano è stata trasmessa su Italia 2 dal 17 ottobre al 28 novembre 2023.
La stagione adotta due sigle di apertura: Silhouette dei KANA-BOON (episodi 394-405) e Kaze di Yamazaru (episodi 406-413), e due sigle di chiusura: Spinning World, cantata da Diana Garnet, musica e testo di Joe Inoue (episodi 394-405) e Kotoba no iranai yakusoku di Sana (episodi 406-413).

## Lista episodi
| Nº  | Titolo italiano Giapponese 「Kanji」 - Rōmaji | In onda          | In onda          |
| Nº  | Titolo italiano Giapponese 「Kanji」 - Rōmaji | Giapponese       | Italiano         |
| 394 | I nuovi esami dei chunin 「新たなる中忍試験」 - Aratanaru Chūnin shiken | 8 gennaio 2015   | 17 ottobre 2023  |
| 394 | Dopo due anni, Tsunade vorrebbe riorganizzare gli esami combinati dei Chunin a Konoha. Tuttavia, Gaara propone di realizzarli nel Villaggio della Sabbia, in modo da presentarsi come Kazekage. Le vere intenzioni di Tsunade sono quelle di sapere come risponderà l'Organizzazione Alba, visto che Gaara è un Jinchuriki, e di sondare le intenzioni delle altre nazioni mentre quella di Gaara è quella di far uscire allo scoperto i nemici interni. I due Kage raggiungono l'accordo di organizzare una prova dell'esame in ciascun villaggio. Tsunade invita le cinque nazioni principali agli esami, ma i villaggi della Nuvola, della Roccia e della Nebbia non accettano l'invito. Kakashi viene inviato al Villaggio della Pioggia, sia per portare l'invito sia per ottenere informazioni su tale Paese. |                  |                  |
| 395 | Iniziano gli esami dei chunin! 「中忍試験、開始!」 - Chūnin shiken, kaishi! | 15 gennaio 2015  | 17 ottobre 2023  |
| 395 | Al Villaggio della Pioggia, Kakashi Hatake manda un rotolo di invito ad Hanzo, ucciso da Pain. Konan informa il suo capo che la Foglia e la Sabbia hanno iniziato gli esami e manda una loro squadra a partecipare. Shibuki chiede alla forza portante Fu (demone a sette code del Villaggio della cascata) di nascondere la sua identità. Mentre Tsunade, letta l'insolita risposta di Hanzo, dice a Shizune di tenerlo d'occhio, la squadra di Ajisai, Ameno, Fu, Kazami e Sajin arrivano per visitare il Villaggio della Foglia e iniziare il primo esame. |                  |                  |
| 396 | Le tre domande 「三つの問題」 - Mittsu no mondai | 22 gennaio 2015  | 17 ottobre 2023  |
| 396 | Mentre la sua squadra aspetta in fila per il primo esame, Konohamaru dice a Neji che Naruto non parteciperà ai nuovi esami durante l'allenamento, a differenza dei suoi vecchi compagni. Come ospiti, Shikamaru e Temari dicono ai genin separati in tre stanze, che chiunque totalizzi più di 100 punti nel test di scrittura di 30 minuti fallirà. Mentre i genin in ogni stanza fanno il test, Sakura e Neji scoprono che ogni squadra può guadagnare un massimo di 100 punti per superare l'esame. |                  |                  |
| 397 | Degno di essere un leader 「リーダーに相応しい者」 - Rīdā ni fusawashī mono | 29 gennaio 2015  | 24 ottobre 2023  |
| 397 | Neji risolve il problema della scelta della domanda a cui rispondere spiegando che basta colpire la parete 4 volte per far capire ai compagni che devono scegliere la domanda da 30 punti (chi colpisce 40 + 30 e 30 dei compagni). Uno degli altri partecipanti, però, per sabotare l’avversario, colpisce la parete 5 volte, ma Neji spiega che per la riuscita del suo piano sarebbe stato indifferente colpire la parete da 3 a 5 volte, l’unica cosa che sarebbe cambiata sarebbe stato il punteggio che lui avrebbe scelto di ottenere. Sistemata questa prima parte, il test richiede di scegliere uno dei tre compagni da sacrificare. Per passare la prova occorre che tutti e tre i membri scrivano sul foglio la stessa cosa. Alcune squadre scelgono un membro, altre lasciano il foglio in bianco; in tutti e due i casi i genin riescono a passare la prima prova. Temari comunica che tutte le squadre composte da due ninja saranno eliminate e che le uniche a poter accedere alla seconda prova saranno le prime trenta che raggiungeranno il Villaggio della Sabbia seguendo un determinato tragitto senza combattere. Intanto Danzo comunica a Tsunade di stare attenta alle squadre del Villaggio della Pioggia perché teme che possa essere capitato qualcosa di brutto ad Anzo la Salamandra (ucciso da Nagato). |                  |                  |
| 398 | La notte prima della seconda prova 「二次試験、前夜」 - Niji shiken, zen'ya | 5 febbraio 2015  | 24 ottobre 2023  |
| 398 | Un intruso si infiltra nel palazzo del Kazekage con l’intento di eliminarlo. Viene inseguito da Kankuro e sconfitto infine da Temari, appena rientrata al villaggio. La mattina dopo, i due ragazzi tentano di convincere il fratello Gaara a rinunciare a supervisionare la seconda prova, ma lui si rifiuta sottolineando come siano stati proprio gli esami dei chunin durante i quali ha conosciuto Naruto a cambiare la sua vita. Nel frattempo, alle porte del deserto dei demoni dove si svolgerà la prova, sono giunte tutte e tre le squadre di Konoha, col team Gai (arrivato per secondo) che riflette su come, pur essendo stati i primi a partire e i più preparati fisicamente, il team della Cascata sia riuscito a precederli. Poco dopo, proprio Fuu viene rinchiusa in camera dai suoi compagni. In sala mensa, prima che riescano a cenare, le squadre di Genin dei vari villaggi si scrutano e si scontrano tra di loro a causa di una serie di equivoci, col risultato di sprecare tutta la cena. Durante il tafferuglio, interrotto senza volere da Fuu, che voleva solo fare amicizia con gli altri, Rock Lee nota come il giovane Shira sia riuscito a bloccare un suo attacco a tutta forza solo con una mano e si confronta con lui fuori dalla mensa. Affamato, Choji tenta di raggiungere il palazzo dei jonin, violando il divieto di uscire, e si ritrova tra le grinfie di uno scorpione gigante, che poi intrappola anche Sakura e Ino, accorse per aiutarlo. I tre vengono liberati da Fuu, di cui Neji nota il grande potere. La ragazza ribadisce davanti a Gai, Gaara e Temari di essere agli esami solo per farsi degli amici. La mattina dopo, Temari dà il via alla prova, spiegando che si tratta di una sfida di sopravvivenza estrema. A Konoha, Kakashi fa rapporto a Tsunade sull’esito della sua missione al Villaggio della Pioggia. |                  |                  |
| 399 | Sopravvivenza nel deserto dei demoni 「魔の砂漠のサバイバル」 - Ma no sabaku no sabaibaru | 12 febbraio 2015 | 24 ottobre 2023  |
| 399 | In un flashback, si scopre come Shira sia il maestro personale di arti marziali di Gaara, che l’ha incoraggiato a partecipare agli esami dei chunin. Nel presente, poco prima di iniziare, Shira spiega alle sue compagne di volersi assicurare che tutte le squadre della Sabbia superino la prova, in modo tale da rendere orgoglioso il giovane Kazekage. Neji espone a Tenten e Rock Lee la sua strategia, che consiste nell’evitare i due team secondo lui più forti - quelli di Shira e Fuu - ma il compagno non è d’accordo con lui, desiderando ardentemente di confrontarsi col giovane ninja della Sabbia. Nel frattempo, Gai, Asuma e Kurenai ricevono da Tsunade l’ordine di entrare nel deserto per proteggere Gaara, che rischia un attentato. Il team Gai cade nella tecnica illusoria dei cactus di Sen, ma Shira rimanda lo scontro con Lee. Gli altri team della Sabbia, risentiti per quello che si è guadagnato Shira, lo tradiscono attaccando la sua squadra, salvata poi dal team Gai. Rock Lee, infine, capisce che anche Shira, come lui, non sa usare le arti magiche né quelle illusorie, ma solo le arti marziali. |                  |                  |
| 400 | Arti marziali 「体術使いとして...」 - Taijutsu tsukai to shite... | 19 febbraio 2015 | 31 ottobre 2023  |
| 400 | Sen e Yome raccontano al team Gai la storia di Shira: non conoscendo le arti magiche, per via della legge del Quarto Kazekage, era automaticamente escluso dall'accademia, così si è allenato duramente e per di più da solo nelle arti marziali. Dopo aver scoperto della distruzione di un masso a protezione del villaggio da parte di Shira, che lo usava per allenarsi, Gaara lo mette alla prova per capire quale delle due risorse sia più preziosa per il Villaggio della Sabbia. Il giovane Kazekage, osservando Shira, decide di abolire la legge del padre, e gli confida di aver conosciuto un ninja come lui, straordinario nella sua perseveranza, ovvero Rock Lee. Coinvolto, Lee ricorda il proprio percorso: la derisione dei compagni all'accademia, gli scontri - persi - con Neji, gli allenamenti estenuanti, e soprattutto le parole del maestro Gai. Percependo la forte somiglianza fra sé e il ninja della Sabbia, si lancia all'inseguimento degli avversari che lo hanno tradito. Viene raggiunto da Neji, Tenten, Sen, Yome e Shira, che gli chiede di risparmiare i compagni, in quanto non li odia e dice di essere l'unico responsabile di quanto accaduto nella propria vita. Decide, quindi, di lasciare il suo rotolo ai rivali della Sabbia, ma questi gli cedono in cambio il proprio. Sentendo il nome di Naruto da Tenten, le ragazze ricordano come Gaara ne parli del ninja che gli ha cambiato la vita. Infine, Lee chiede ai compagni di mettere in pausa la loro ricerca per poter affrontare Shira in combattimento. |                  |                  |
| 401 | L'ultimo combattimento 「極めし者」 - Kiwameshi mono | 26 febbraio 2015 | 31 ottobre 2023  |
| 401 | Rock Lee e Shira iniziano il loro incontro di arti marziali. Lee si accorge di non aver mai affrontato nessuno di così forte nelle arti marziali, a parte Neji e il maestro Gai, mentre Shira lo ringrazia per essere stato fonte di ispirazione per Gaara e se stesso. Neji osserva come il suo compagno avesse bisogno di un avversario come Shira, e pensa a Naruto come il solo ninja che possa considerare il proprio rivale. Combattendo al 50% della forza, Lee e Shira hanno sì la stessa velocità, ma la potenza dei colpi del giovane della Sabbia è superiore per via della sua fisicità più robusta. Shira blocca il flusso del chakra di Lee, impedendogli di aprire la Prima Porta, e confida al giovane di Konoha di sapere che egli sia un esperto nella tecnica di Apertura delle Otto Porte. Neji si accorge che il giovane non produce alcun suono coi suoi attacchi, arrivando alla conclusione che attutisca le frequenze dei colpi silenziandoli come fanno i gufi grazie alla conformazione delle loro ali. Per contrattaccare, Lee ricorda di quando il maestro Gai gli spiegò come usare bene la mente, dimostrandogli come la visualizzazione mentale gli consentisse di prevedere fino a 1000 mosse del proprio avversario. Rock Lee apre la Terza Porta e Shira risponde con la sua tecnica dei Sette Respiri Celesti (che ha inventato lui e gli permette di aumentare di 4 volte la propria capacità polmonare), che altro non è che una variante delle Otto Porte. Lee apre Quarta e Quinta Porta, spazzando via le Ali Inibitrici del Suono di Shira, e ponendo fine all'incontro grazie al suo Vento della Foglia. Mentre Yome gli cura la ferita riapertasi, Shira confida a Rock Lee di aver rilasciato i suoi punti del chakra per poter combattere contro la sua versione migliore. Allora il giovane di Konoha gli regala una tuta uguale alla propria. Infine, Shira rivela che molto probabilmente non si incontreranno più poiché ha deciso, dopo gli esami, di arruolarsi volontario nel battaglione al confine nord del paese del Vento per stare vicino ai propri genitori. Neji si accorge di avere, ora, due rotoli identici. Nel frattempo, al Villaggio della Sabbia, Gaara viene informato che i compagni di Fuu sono due jonin e decide di occuparsi personalmente della questione, senza interrompere la prova. Nel deserto, Fuu si accorge dell'occhio di Gaara, senza però capire cosa sia, mentre il Kazekage giunge alla conclusione che lei possa essere una forza portante. |                  |                  |
| 402 | Prede contro predatori 「逃走VS追跡」 - Tōsō tai tsuigeki | 5 marzo 2015     | 31 ottobre 2023  |
| 402 | Il Team 8 si scontra nel deserto contro una squadra del Villaggio dell'Erba. Quando il combattimento sembra equilibrato, gli avversari riescono a prendere a Kiba il rotolo del cielo, spiegando poi come sono riusciti a capire chi fra i tre lo nascondesse. Dopo un breve scontro che mette fuori uso l'olfatto di Kiba e Akamaru e aver rivelato di essere specializzati nell'infiltrarsi, gli avversari si dileguano. Il team 8 si lancia al loro inseguimento sfruttando le abilità di Hinata e Shino, finendo poi intrappolato nelle sabbie mobili, dalle quali riescono a salvarsi grazie alla marcatura di Akamaru. Recuperato l'olfatto, Kiba e Akamaru guidano i compagni all'inseguimento dei ninja dell'Erba. |                  |                  |
| 403 | Coraggio incrollabile 「諦めないド根性」 - Akiramenai dokonjō | 12 marzo 2015    | 7 novembre 2023  |
| 403 | Non riuscendo a localizzare il nemico, che è fuori dalla portata del Byakugan e si è reso inodore grazie ad una tecnica, il team 8 si affida agli insetti di Shino. I tre si gettano, quindi, all'inseguimento, scoprendo presto che si trattava di un miraggio. Spronati dall'esempio di Naruto che rifiuta di arrendersi, i tre ninja decidono di dirigersi verso la torre per cercare di intercettare gli avversari. Dopo aver perso di nuovo le tracce del nemico, Kiba cerca di ricordare cosa lo rendesse così determinato durante gli allenamenti: ripensa, quindi, a come la partenza di Naruto lo abbia spronato e alla fatica e all'impegno impiegati per sviluppare la tecnica del Lupo a Tre Teste. Dopo anni di allenamenti nello stesso luogo dove Naruto ha perfezionato il suo Rasengan, Kiba riesce finalmente nel suo intento. Dopo essersi finti KO, gli allievi di Kurenai ribaltano la situazione: protetti dagli insetti di Shino e aiutati dalla macchia di erba che Kiba si era fatto proprio nel suo vecchio luogo di allenamento condiviso con Naruro e che ha impresso sul corpo di un avversario, i due ragazzi, Hinata e Akamaru riescono a recuperare sia il proprio rotolo del cielo che uno della terra. |                  |                  |
| 404 | Il timore di Tenten 「テンテンの悩み」 - Tenten no nayami | 19 marzo 2015    | 7 novembre 2023  |
| 404 | Una squadra del Villaggio della Foglia si scontra con tre genin del Villaggio della Pioggia. Quella sera una di loro, Ajisai, ricorda quanto successo prima dell'esame: Konan ha incaricato i suoi di cercare eventuali forze portanti e di non rivelare i cambiamenti avvenuti all'interno del villaggio, tra cui la detronizzazione di Hanzo. Accampatisi, i membri del team Gai si dividono temporaneamente, con Tenten che si allontana risentita dopo che Rock Lee l'ha definita "utile". La ragazza ricorda allora di quando, osservando i miglioramenti dei propri compagni, abbia chiesto al maestro Gai cosa fare per sviluppare una tecnica propria. Gai, sottolineando quanto le sue competenze base siano state in realtà fondamentali per coprire le spalle a Neji e Rock Lee, la definisce "utile". Riconciliatisi, la mattina dopo i membri del team Gai affrontano presso delle rovine la squadra di Ajisai, ma lei e Tenten finiscono sepolte sotto le macerie dopo un'esplosione. Mentre giace svenuta, Tenten richiama alla mente un allenamento in scalata col suo maestro, che le rivela come l'allenamento fisico e quello spirituale siano propedeutici all'aumento del chakra, che alla giovane ninja può tornare utile per migliorare la sua già unica tecnica del richiamo con la pergamena. Di nuovo, Gai definisce la sua allieva "utile", in riferimento alle sue tecniche. Ripresasi, Tenten evoca due bicchieri d'acqua e cerca di sincerarsi delle condizioni di Ajisai, che crede essersi fatta male nella caduta, ignara che lei sia cosciente e si stia preparando ad attaccarla con un kunai. |                  |                  |
| 405 | Collaborazione tra squadre 「閉じ込められた二人」 - Tojikomerareta futari | 26 marzo 2015    | 7 novembre 2023  |
| 405 | Ajisai rinuncia ad attaccare Tenten e, quando lei le porge l'acqua, dimostra di essere in grado di eseguire una tecnica del richiamo simile alla sua. Le due ninja decidono di collaborare e, mentre cercano una via d'uscita dalle rovine sotterranee, riflettono sul comportamento dei grandi e dei piccoli paesi ninja. Ajisai ricorda il momento in cui Konan, a nome di Pain, promise la rinascita del Villaggio della Pioggia. All'esterno, Neji e Rock Lee intervengono a difesa delle due compagne di squadra di Ajisai contro la squadra di Konoha che le aveva precedentemente attaccate. I quattro decidono di allearsi per liberare le compagne. Imbattutesi in una formica gigante, Ajisai e Tenten ne cercano il nido, intuendo possa essere vicino all'uscita, ma, una volta trovato, sono costrette a fuggire poiché inseguite da molte formiche e si ritrovano vicino ad un muro di macerie che blocca loro la fuga. Dall'altra parte del muro, dopo che Lee si è offerto come diversivo per le formiche all'entrata del tempio, sono giunti Neji e le kunoichi della Pioggia, che provano senza successo a rimuoverlo. Messa alle strette, dopo che il panda evocato da Ajisai e i suoi tentativi di richiamare le macerie all'interno delle carte non hanno dato i risultati sperati, Tenten cerca di capire come agire e prende coraggio dopo aver ricordato le parole del maestro Gai durante l'incontro in cui egli ha chiesto ai propri allievi se volessero partecipare all'esame per diventare chunin. Credendo in se stessa, Tenten dimostra di essere migliorata davvero dagli ultimi esami ed evoca un "oceano d'acqua" che permette a lei e Ajisai di liberarsi. Le due squadre si salutano dicendosi che non combatteranno l'una con l'altra per i rotoli. Ajisai, alla fine, ricorda alle compagne che è arrivato il momento di andare alla ricerca di ciò che vuole Konan: una forza portante. |                  |                  |
| 406 | Il posto che mi appartiene 「自分の居場所」 - Jibun no ibasho | 2 aprile 2015    | 14 novembre 2023 |
| 406 | Due squadre della Sabbia sono bloccate nel deserto, alle prese con la cura di un ferito. Altrove, coi rotoli già recuperati, Sakura, Ino e Choji stanno provando a raggiungere la torre, ma sono allo stremo delle forze e per di più senza provviste. Mentre le due ragazze discutono, il gruppo viene attaccato da uno scorpione gigante che li mette in difficoltà, fino a che Sakura non lo neutralizza con un poderoso pugno, ferendosi però ad una mano. Mentre le cura la ferita, Ino ricorda quanto successo dalla fuga di Sasuke in poi: si è allenata col padre Inoichi che le ha rivelato come ci vorranno molti anni perché lei padroneggi l’arte del clan Yamanaka, il che la renderà capace di essere effettivamente all’altezza della tradizione del trio Ino-Shika-Cho. Persuasa dal sapere Shikamaru impegnato con la politica e Choji desideroso di allenarsi nonostante sia appena uscito dall’ospedale, Ino chiede poi a Tsunade di allenarla come ninja medico, credendo che sia la strada più facile. Il Quinto Hokage le concede 3 mesi di tempo - gli stessi impiegati da Sakura - per cercare di rianimare un polpo. Nonostante le difficoltà, Ino riesce nella prova e, parlando con Sakura - che le dice di aver scelto la medicina proprio per poter stare sempre al fianco dei suoi compagni di squadra - capisce il significato delle parole del padre e decide di tornare ad allenarsi con lui, perché il posto che le appartiene davvero è quello nel trio Ino-Shika-Cho. Nel presente, Ino realizza che è stata proprio la sua amica ad essere migliorata di più. Il team di Ameno, Koji e Shishio individua i tre ninja di Konoha e decide di attaccarli. |                  |                  |
| 407 | L'arte segreta del clan Yamanaka 「山中一族・秘伝忍術」 - Yamanaka Ichizoku – Hiden ninjutsu | 9 aprile 2015    | 14 novembre 2023 |
| 408 | La marionetta maledetta 「呪いの人形」 - Noroi no ningyō | 16 aprile 2015   | 14 novembre 2023 |
| 409 | Un passo indietro 「二人の背中」 - Futari no senaka | 23 aprile 2015   | 21 novembre 2023 |
| 410 | Il piano segreto 「動き出した陰謀」 - Ugokidashita inbō | 30 aprile 2015   | 21 novembre 2023 |
| 411 | Obiettivo: cercoterio 「狙われた尾獣」 - Nerawareta bijū | 7 maggio 2015    | 21 novembre 2023 |
| 412 | La decisione di Neji 「ネジの判断」 - Neji no handan | 14 maggio 2015   | 28 novembre 2023 |
| 413 | Un futuro di speranza 「未来に託す思い」 - Mirai ni takusu omoi | 21 maggio 2015   | 28 novembre 2023 |

## DVD

### Giappone
Gli episodi della ventesima stagione di Naruto: Shippuden sono stati distribuiti in Giappone anche tramite DVD, dal 7 settembre 2015 al 6 gennaio 2016.
| Volume | Episodi | Data di pubblicazione | Extra |
| ------ | ------- | --------------------- | ----- |
| 1      | 394-397 | 2 settembre 2015      | —     |
| 2      | 398-401 | 7 ottobre 2015        | —     |
| 3      | 402-405 | 4 novembre 2015       | —     |
| 4      | 406-409 | 2 dicembre 2015       | —     |
| 5      | 410-413 | 6 gennaio 2016        | —     |